# Erstürmung von Lemberg
1. Phase: Schwedische Dominanz (1700–1709)
Dänischer Kriegsschauplatz (1700)
Humlebæk • Tönning I 
Livländ./ Estnischer Kriegsschauplatz (1700–1708)
Riga I • Jungfernhof • Varja • Pühhajoggi • Narva • Petschora • Düna • Rauge • Erastfer • Hummelshof • Embach • Tartu • Narva II • Wesenberg I • Wesenberg II
Ingermanländ./ Finnischer Kriegsschauplatz (ab 1701)
Archangelsk • Ladogasee • Nöteborg • Nyenschanz • Newa • Systerbäck • Petersburg • Wyborg I • Porvoo • Newa II • Koporje II • Kolkanpää
Litauisch-weißrussischer Kriegsschauplatz (1702–1706)
Vilnius • Saladen • Jakobstadt • Gemauerthof • Mitau • Grodno I • Olkieniki • Njaswisch • Klezk • Ljachawitschy
Polnischer Kriegsschauplatz (1702–1706)
Klissow • Pułtusk • Thorn • Lemberg • Warschau • Posen • Punitz • Tillendorf • Rakowitz • Praga • Fraustadt • Kalisch 
Russischer Kriegsschauplatz (1708–1709)
Grodno II • Golowtschin • Moljatitschi • Rajowka • Lesnaja • Desna • Baturyn • Koniecpol • Weprik • Opischnja • Krasnokutsk • Sokolki • Poltawa I • Poltawa II
2. Phase: Schweden in der Defensive (1710–1721)
Baltischer und Finnischer Kriegsschauplatz (bis 1714)
Riga II • Wyborg II • Pernau • Kexholm • Reval • Hogland • Pälkäne • Storkyro • Nyslott • Hanko 
Schwed./Norwegischer Kriegsschauplatz (1710–1721)
Helsingborg • Køge-Bucht • Bottnischer Meerbusen • Frederikshald I • Dynekilen-Fjord • Göteborg I • Strömstad • Trondheim • Frederikshald II • Marstrand • Ösel • Göteborg II • Södra Stäket • Grönham • Sundsvall
Norddeutscher Kriegsschauplatz (1711–1716)
Elbing • Wismar I • Lübow • Stralsund I • Greifswalder Bodden I • Stade • Rügen • Gadebusch • Altona • Tönning II • Stettin • Fehmarn • Wismar II • Stralsund II • Jasmund • Peenemünde • Greifswalder Bodden II • Stresow 

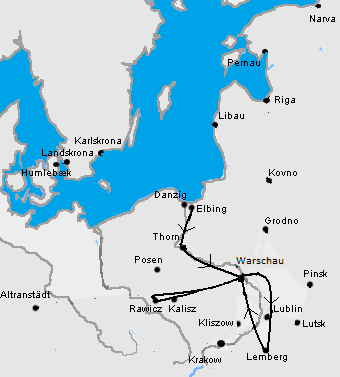
Feldzüge Karls XII. von Mai 1704 bis Dezember 1705

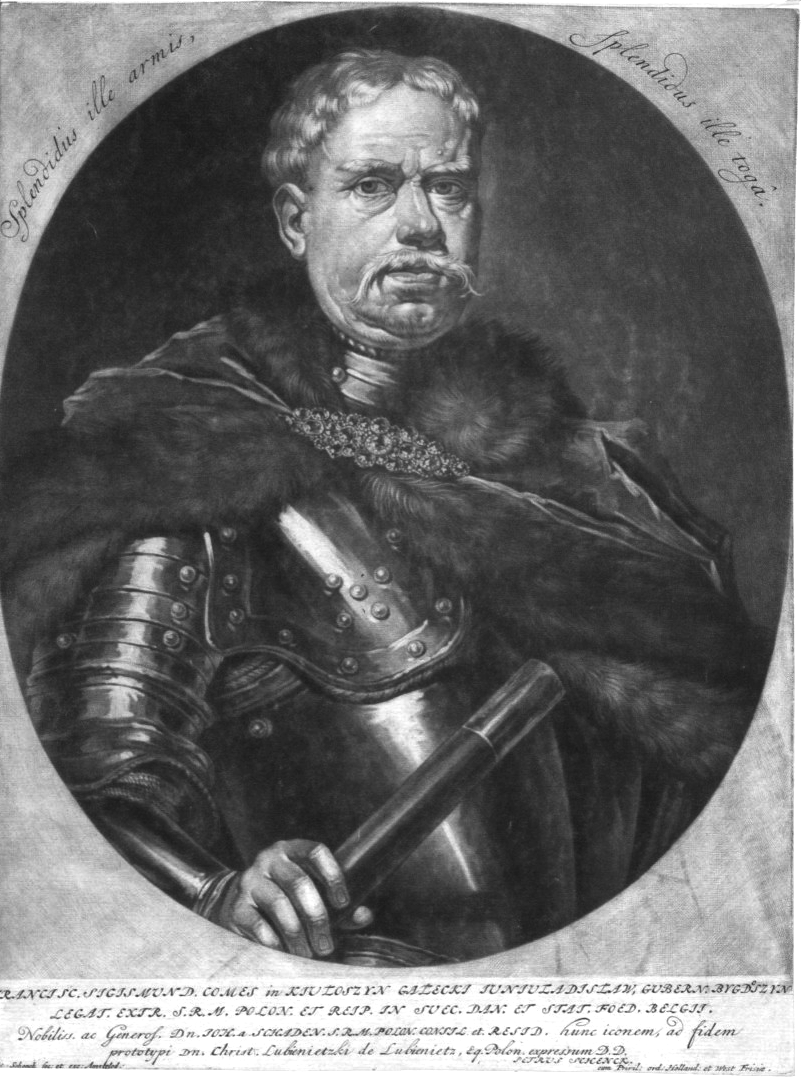
Franciszek Zygmunt Gałecki

Die Erstürmung von Lemberg im Großen Nordischen Krieg fand am 27. Augustjul. / 7. September 1704greg. statt. Der schwedische König Karl XII. erstürmte mit nur drei Kavallerieregimentern die Stadtmauern von Lemberg, der damaligen Hauptstadt der Woiwodschaft Ruthenien in Polen-Litauen.

## Im Vorfeld
Ende Mai 1704 brach Karl XII. von seinem Winterquartier nach Warschau auf, um die geplante Königswahl zu schützen. Das Heer bestand aus 17.700 Mann Infanterie und 13.500 Mann Kavallerie. Nach der Ankunft Karls in Warschau wurde unter dem Schutz der schwedischen Armee am 12. Juli 1704 Stanislaus I. Leszczyński gegen den Willen der Mehrheit des polnischen Adels zum König gewählt.
Nach der Wahl ging Karl mit einem starken Armeekorps gegen die abtrünnigen Gebiete vor die dem neuen König die Gefolgschaft versagten. August II., bisheriger polnischer König erkannte die Wahl nicht an und wich mit seiner Armee dem vorrückenden Heer von Karl XII. aus. Als das schwedische Heer im Juli bis Jarosław vorrückte, nutzte August die Gelegenheit wieder nach Warschau zu ziehen und den Gegenkönig zu stürzen. Karl verzichtete auf eine Verfolgung der sächsischen Truppen, er entsandte den Grafen Magnus Stenbock nach Lemberg, um eine Brandschatzung einzufordern. Die Stadt war in der Zeit des Nordischen Krieges eine der reichsten und wichtigsten Städte von Polen-Litauen.
Der Kommandant der Festung Franciszek Gałecki, welcher ein treuer Anhänger von August II. war, überzeugte den Rat der Stadt, diese Zahlung nicht zu leisten und verwies darauf, dass die Festung Lemberg in den letzten Kriegen niemals erobert wurde. Karl XII. ging daraufhin mit nur drei Kavallerieregimentern (Dragonerregimenter Krassow, Buchwald, Dücker) in Richtung Lemberg vor und ließ die Infanterie und Artillerie in Jarosław zurück.

## Die Erstürmung der Festung
Die Schweden trafen am 5. September in der Nähe von Lemberg ein. In einem dichten Waldgebiet verirrten sich Teile der Regimenter, sodass der König den für den nächsten Tag geplanten Angriff aufschieben musste. Der Wald war so dicht verwachsen, dass die Regimenter nur mit Hilfe von Signalhörnern wieder zu vereinen waren. Im einsetzenden Dauerregen konnte der Angriff auch am folgenden Tag nicht durchgeführt werden. Die verbleibende Zeit nutzte Karl zur Ausbildung der neu angeworbenen Reiter. Diese hatten kaum Kampferfahrung und wurden im Umgang mit Handgranaten ausgebildet. Diese waren der Schlüssel zur Eroberung der Stadtmauer. Karl instruierte seine Obersten am Abend des 6. September.
Lemberg war durch eine Mauer mit Türmen geschützt. Des Weiteren befand sich vor der Mauer ein Schutzwall mit einer hölzernen Palisadenmauer. Der Wallgraben war noch vorhanden, aber ausgetrocknet. Das Jesuitenkloster war mit Kanonen und mit einer Besatzung verstärkt worden. Am Morgen des 7. September begann der Sturm auf Lemberg. Unter starkem Kanonen- und Gewehrfeuer, welches vom Pylonen des Klosters kam, rückten die Regimenter vor. Jeder der Obersten führte sein abgesessenes Regiment an. Das Regiment Buchwald führte die rechte Flanke, Dückers Regiment die linke Flanke und Krassows Regiment das Zentrum.
Der schwedische König, welcher sich an der Spitze der Angriffsformation befand, war auch als einer der Ersten auf dem Wall. Innerhalb von einer Viertelstunde war das Tor unter der Kontrolle der Schweden. Das Tor wurde vom Oberst Torstenson und einer Abteilung vom Regiment Krassow besetzt. Der Oberst Buchwald rückte mit seinem Regiment in die Stadt vor und besetzte den Marktplatz, damit war die Stadt erobert. Die Eroberung der Stadtmauer und die Gefangennahme eines erheblichen Teiles der Verteidiger war ein überraschend kurzes und für die Schweden verlustarmes Gefecht. Es wurden nur 30 Reiter während des Sturmes getötet.
Der Befehlshaber der Garnison, Gałecki, war verschwunden. Er suchte Schutz im Jesuitenkloster. Ein schwedischer Trabant entdeckte ihn während einer Durchsuchung und nahm ihn gefangen.

## Kriegsbeute
In der Garnison von Lemberg wurden 171 Kanonen, große Munitions- und Nahrungsmittelvorräte erbeutet. Die Kanonen mussten aber gesprengt werden, da es den Schweden nicht möglich war diese mitzuführen. Auch sollen Kisten mit Silber und Gold in das schwedische Lager gebracht worden sein. Des Weiteren sollten die Bürger der Stadt Lemberg 300.000 Taler an Kontribution an Schweden zahlen. Der größte Teil des Geldes wurde der Bürgerschaft, nach einer Bittschrift des schwedentreuen polnischen Königs Stanislaus I. Leszczyński, erlassen.
Karl XII. hatte seinen Soldaten vor dem Angriff eine 24-stündige Plünderung in der eingenommenen Stadt versprochen. Nachdem die Einwohner der Stadt stehend beim König um Gnade baten, befahl er seinen Soldaten, augenblicklich mit der Plünderung innezuhalten.

## Folgen
Durch den schnellen Vorstoß auf Lemberg hatte Karl XII. die polnische Hauptstadt fast ungedeckt gelassen. Während der Eroberung von Lemberg hatte August II. Warschau wieder zurückerobert und der Gegenkönig war geflohen. So blieb Karl XII. nicht viel Zeit, seinen Erfolg zu feiern. Nach kurzer Zeit rückte das schwedische Heer in Richtung Warschau ab. Der Schwedenkönig war bestrebt, seinen Fehler schnellstmöglich wieder zu beheben.